# Mukrampur Khema
Mukrampur Khema é uma vila no distrito de Bijnor, no estado indiano de Uttar Pradesh.

## Demografia
Segundo o censo de 2001, Mukrampur Khema tinha uma população de 11,127 habitantes. Os indivíduos do sexo masculino constituem 53% da população e os do sexo feminino 47%. Mukrampur Khema tem uma taxa de literacia de 52%, inferior à média nacional de 59.5%: a literacia no sexo masculino é de 57% e no sexo feminino é de 47%. Em Mukrampur Khema, 20% da população está abaixo dos 6 anos de idade.